# Vis de Saint-Gilles
La vis de Saint-Gilles est un escalier à vis datant du XIIe siècle situé dans l’ancienne abbaye de Saint-Gilles, à Saint-Gilles (Gard). Sa structure caractéristique, dont on prétendait que c’était la première réalisation de ce genre, en a fait le modèle de plusieurs escaliers de ce type appelés « vis de Saint-Gilles ».
Avec les restes de l'ancienne abbaye, il a été inscrit monument historique par arrêté du 6 décembre 1949 et classé par arrêté du 28 décembre 1984.

## Description
L’escalier est pratiqué dans l’épaisseur d’un mur de l’ancienne abbaye de Saint-Gilles. Situé dans la partie nord du transept de l’église, il desservait les étages pour le service des moines et, traversant les combles, donnait accès au clocher. Il a résisté aux destructions de l’abbaye par les protestants entre 1562 et 1622, alors que les voûtes de la nef et le clocher étaient détruits.
C’est une « voûte en berceau rampante », ou « voûte annulaire en descente », sur un module de neuf claveaux, qui s’élève en tournant sur elle-même. L’extrados de la voûte supporte les marches. Elle repose à l’extérieur sur les murs cylindriques, au centre sur un noyau vertical « en tambour », formé d’éléments cylindriques portant une « épaule » hélicoïdale qui sert d’appui aux premiers claveaux de la voûte. Les marches de départ reposent sur un massif de maçonnerie, et la voûte commence à partir de la première mi-hauteur de l’escalier. Les marches rayonnantes sont simplement posées sur un blocage réparti sur l’extrados de la voûte, et ne participent pas à la structure de l’escalier.
Il s'agit d'un ouvrage remarquable par la complexité de la stéréotomie, chaque pierre étant taillée selon plusieurs plans concaves et convexes. La visite de la vis de Saint-Gilles était un passage obligé des compagnons tailleurs de pierre, qui au cours des siècles ont laissé des marques de leur passage. Philibert Delorme en parle comme l'exemple parfait du « traict géométrique » à l'origine de la stéréotomie classique. Les plus anciens graffitis laissés par les compagnons remontent à 1643. 
Les vestiges de la rosace romane qui se trouve sur le pan du mur montre une structure clavée similaire.
Il existe des vis de Saint-Gilles de plan carré.

## Galerie de photographies

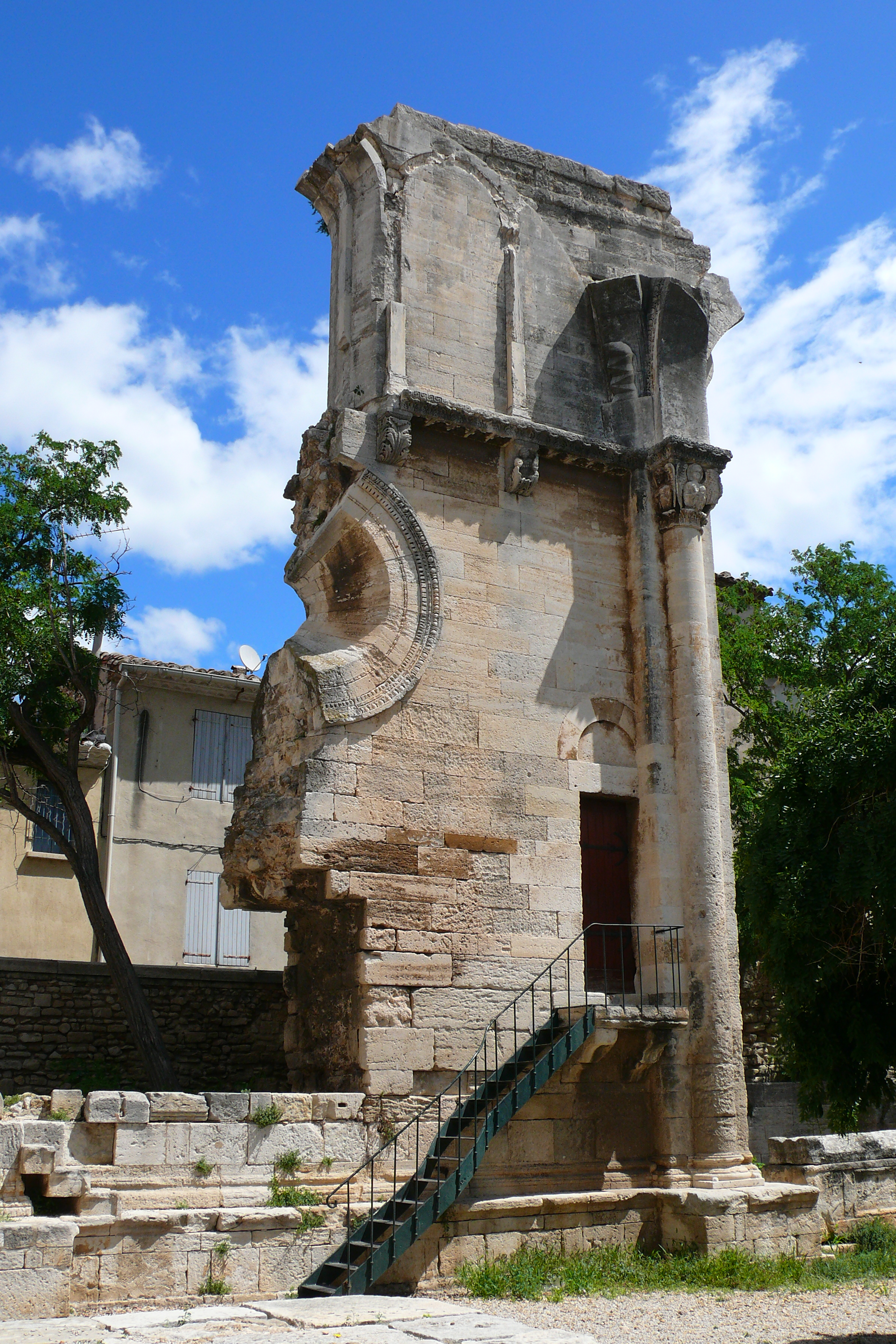
Vestiges du bâtiment qui abrite la « vis ».
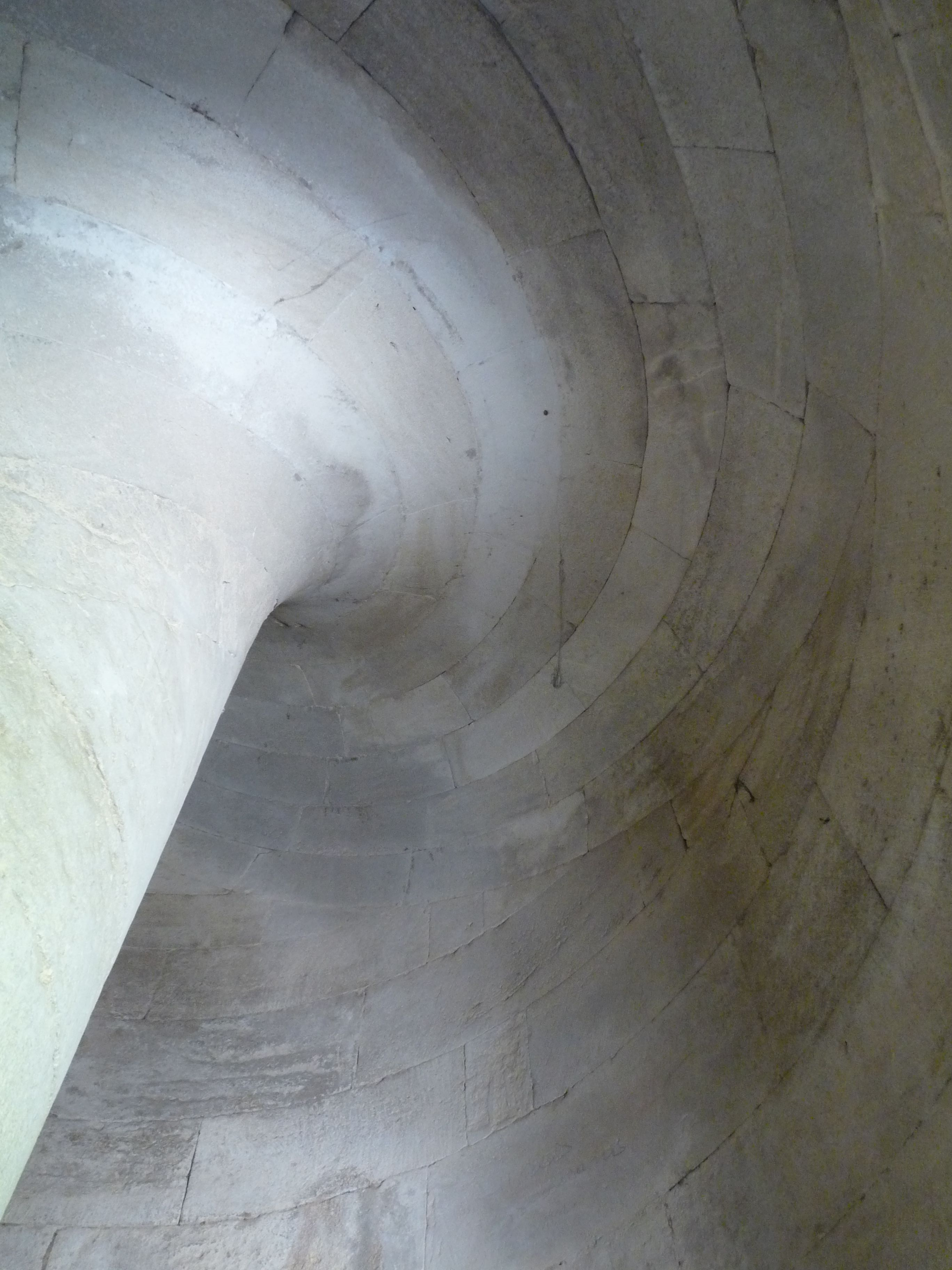
La voûte de l’escalier de Saint-Gilles.
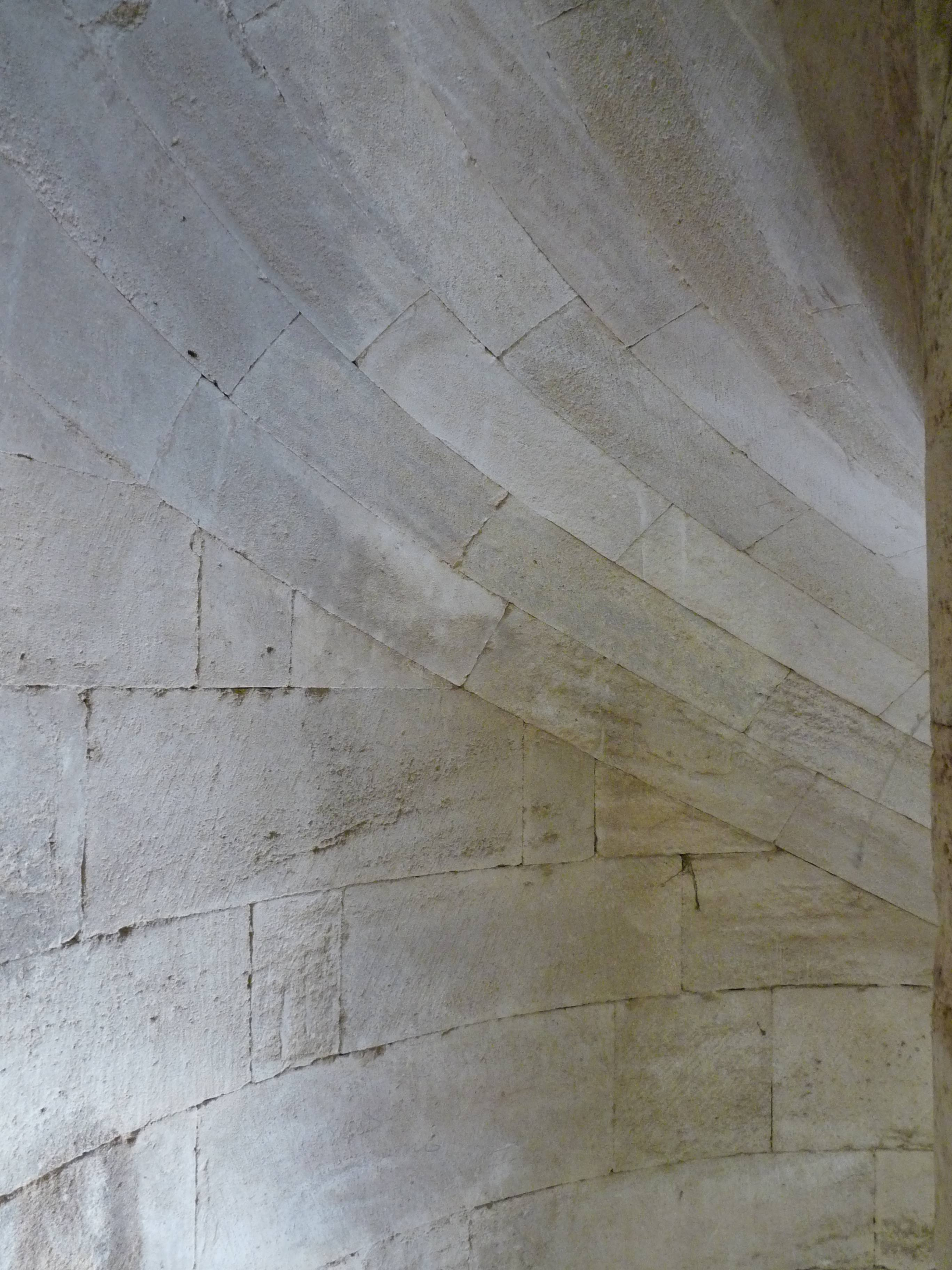
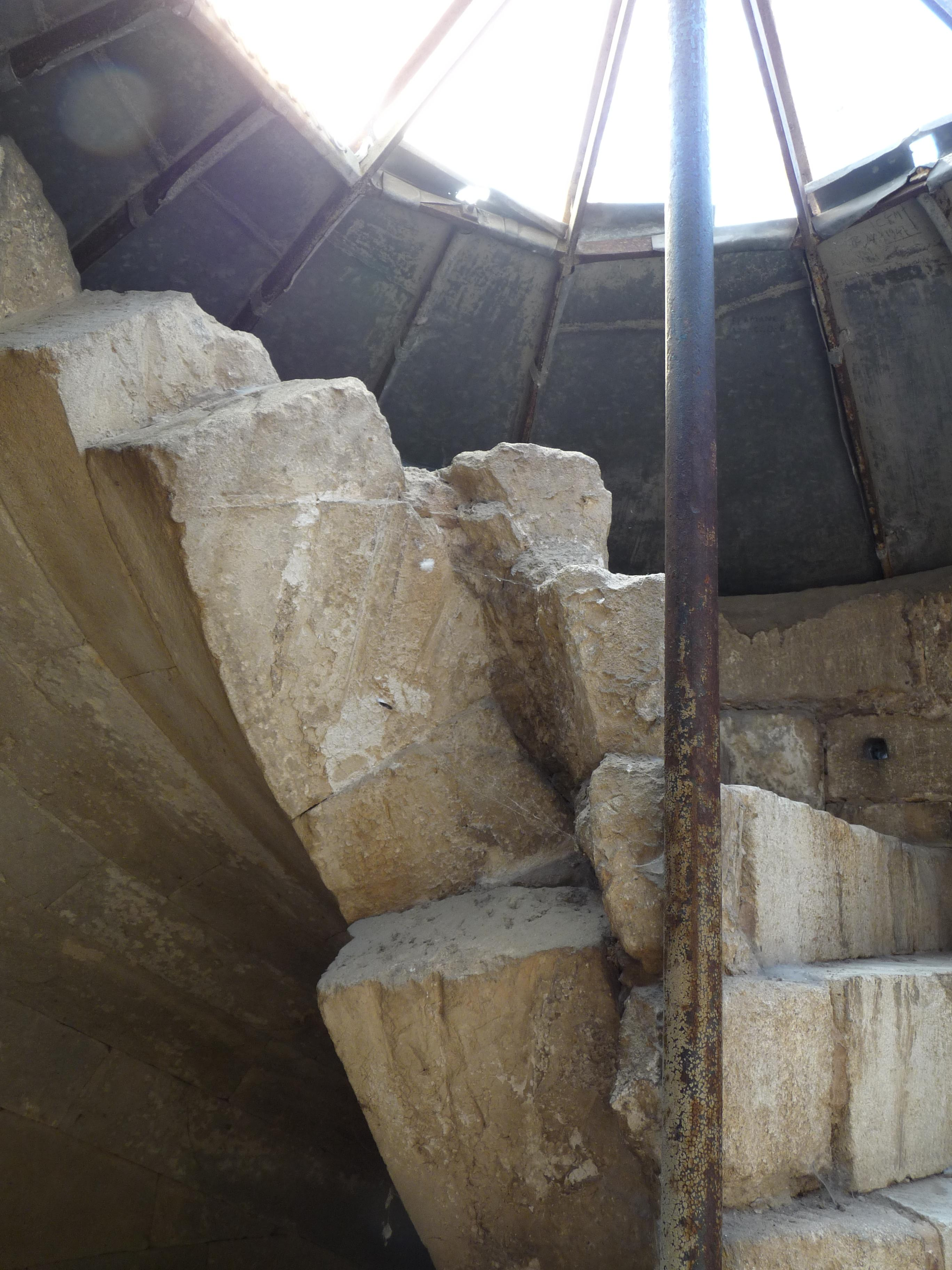
Détail de la maçonnerie.